# 十六烷基三甲基氢氧化铵
十六烷基三甲基氢氧化铵是一种季铵碱，化学式为C19H42NOH，其市售品多为无色至浅黄色的溶液，具有腐蚀性。它可通过安伯莱特IRA-401树脂进行离子交换制得。受热分解。它可用作表面活性剂。